# Medalla de la defensa del Caucas
La Medalla per la Defensa del Caucas (Rus: Медаль «За оборону Кавказа» - Transliterat: Medal "Za oboronu Kavkaza") és una medalla de la Guerra Defensiva de la Gran Guerra Patriòtica, creada l'1 de maig de 1944 per Stalin i atorgada a tots els soldats de l'Exèrcit Soviètic, Marina, Tropes del Ministeri d'Interior (MVD) i Civils que van participar en la defensa del Caucas (es requerien 3 mesos de servei al Caucas entre el període comprès de Juliol de 1942 a l'Octubre de 1943, per fer front a l'Operació Edelweiss)
Va ser atorgada sobre unes 870.000 vegades

## Disseny
És una medalla de coure amb uns tancs que avancen entre els camps petrolífers, davant de les muntanyes, sobre les quals apareixen tres avions i la inscripció "ЗА ОБОРОНУ КАВКАЗА" (Per la Defensa del Caucas). Està envoltada per una filigrana. A la punta superior hi ha una estrella de 5 puntes, i a la inferior una cinta amb la llegenda CCCP i la falç i el martell. Al revers apareix la inscripció "ЗА НАШУ СОВЕТСКУЮ РОДИНУ" (Per la nostra terra Nativa Soviètica) a sota de la falç i el martell.
Es suspèn sobre un galó pentagonal verd clar. Al mig hi ha una franja groga de 3 mm, envoltada per unes línies vermelles molt primes. A continuació hi ha una franja blanca de 3 mm, amb una franja blau fosc també molt prima. A les puntes hi ha una franja blau fosc de 3 mm.